# 寿老園

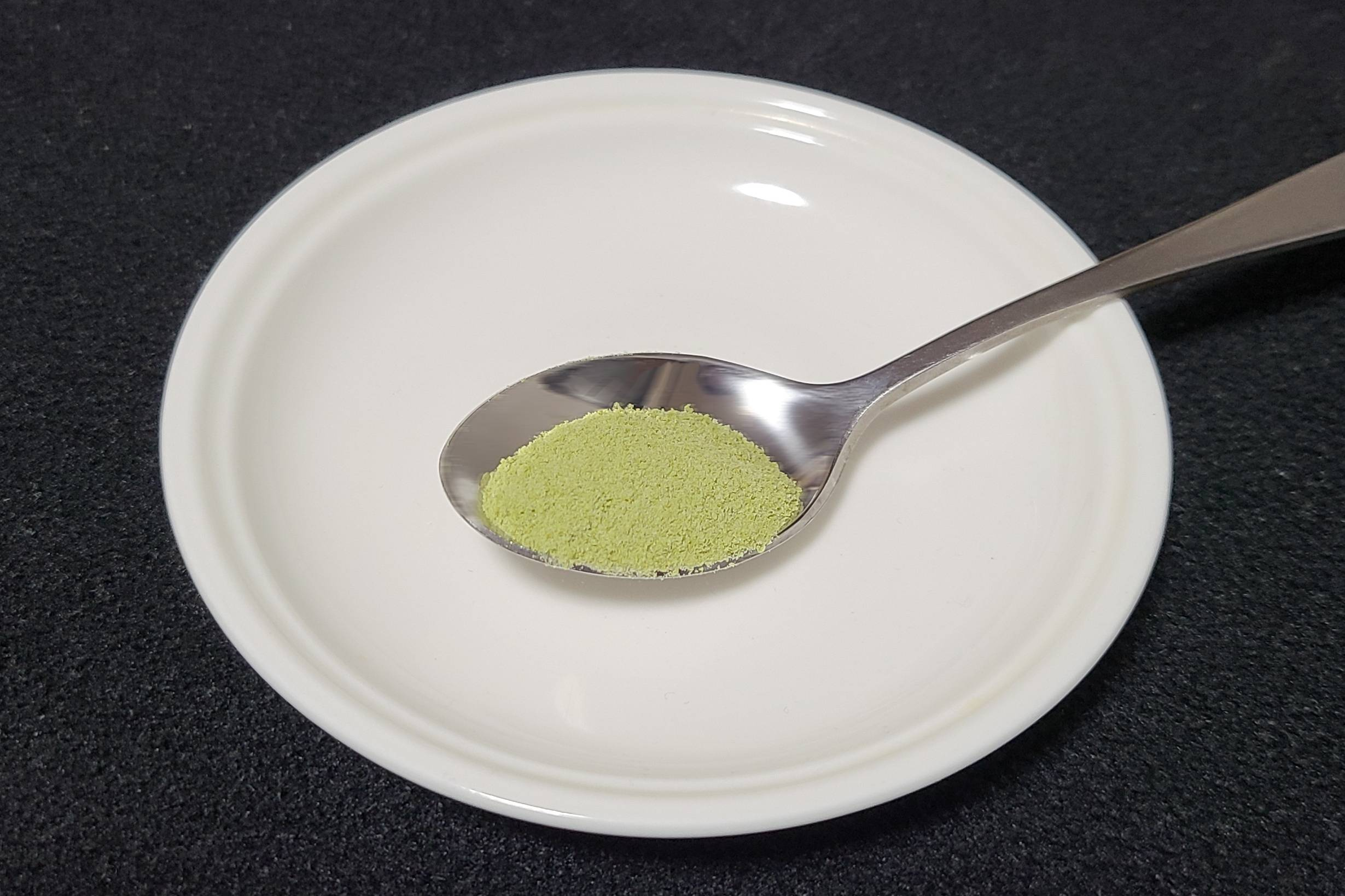
インスタント茶（煎茶）「さっと溶ける緑茶」

株式会社寿老園（じゅろうえん）は広島県広島市南区に本社を置く、茶製品の製造や販売を行うメーカーである。

## 概要
1969年（昭和44年）に武士末健治によって設立され、主に西日本を地盤にお茶製品事業を展開している。
なお、広島市や石川県七尾市などに同名の老人ホームがあるが、全く関連が無い。

## 沿革
- 1969年（昭和44年） - 株式会社寿老園として設立
- 1972年（昭和47年）5月 - 松山営業所を開設
- 1979年（昭和54年）4月 - 山口営業所を開設
- 1980年（昭和55年）2月 - 阪神営業所を開設
- 1980年（昭和55年）7月 - 北陸営業所を開設
- 1981年（昭和56年）10月 - 東京営業所を開設
- 1982年（昭和57年）4月 - 岡山営業所を開設
- 1983年（昭和58年）8月 - 神奈川営業所を開設
- 1986年（昭和61年）3月 - 滋賀営業所を開設
- 1986年（昭和61年）7月 - 千葉営業所を開設
- 1988年（昭和63年）6月 - 神奈川・千葉・東京営業所を統合し東京支店を開設
- 1989年（平成元年）1月 - 阪神営業所を阪神支店とする
- 1998年（平成10年）4月 - 阪神支店・滋賀営業所を統合し関西支店を開設
- 1989年（平成10年）9月 - 東京支店を現在地へ移転
- 1989年（平成10年）10月 - 本社と配送センターを統合して現在地へ移転
- 2002年（平成14年）6月 - 緑茶流通事業協同組合（グローブの会）に加盟
- 2003年（平成15年）4月 - 北陸営業所を関西支店に統合

## 営業所
- 本社 - 広島県広島市南区
- 東京支店 - 東京都板橋区
- 関西支店 - 兵庫県西宮市
- 岡山営業所 - 岡山県岡山市
- 山口営業所 - 山口県山口市
- 松山営業所 - 愛媛県松山市

## 直営店
- 茶道らく
  - 安古市店
  - 呉店

- 茶仙人
  - 広島店
  - 高陽店